# Idionyx iida
Idionyx iida là loài chuồn chuồn trong họ Synthemistidae. Loài này được Hämäläinen mô tả khoa học đầu tiên năm 2002.